# Sükösd Ferenc
Sükösd Ferenc (Alsósófalva, 1933. március 5. – Marosvásárhely, 1972. december 22.) erdélyi magyar festő.

## Életútja, munkássága
1949-1953: Zene- és Képzőművészeti Líceum, Marosvásárhely; 1953-1959: kolozsvári Ion Andreescu Képzőművészeti Főiskola, mesterei: Kádár Tibor, Miklóssy Gábor. 
1960-1972 között a Marosvásárhelyi Képtár muzeológusa, tárlatvezető. 
1970-ben Vida Árpád marosvásárhelyi gyűjteményes kiállításának szervezője, a katalógus tervezője, Bordi András igazgató közreműködésével megnyitja a kiállítást.
Az Igaz Szó (Marosvásárhely) 1972 decemberében megjelent, a kortárs erdélyi képzőművészetet összegező számának egyik szerkesztője.
1990-ben szülőfaluja, Alsósófalva általános iskolája  felvette a nevét. 
1995-ben emlékháza nyílt ugyanott.
SÜKÖSD FERENC alkotói munkásságáról (1937–1972)
SZÜCS GYÖRGY,
a Magyar Nemzeti Galéria
tudományos főigazgató-helyettese:
"Ahhoz a nemzedékhez tartozott, amelynek többsége a sikeres tehetségkutatásnak köszönhetően jutott el az 1949-ben alakult marosvásárhelyi líceumba, majd később a kolozsvári főiskolára, s melynek a sóvidéki Sükösd mellett a háromszéki Plugor Sándor és Kosztándi Jenő vagy a gyergyói Márton Árpád és Gaál András lehetnének beszédes példái.
Jól ragadja meg a faluról a nagyvárosba érkezés elfogódott hangulatát az akkori tanárok közül Barabás István, aki 1950 körül megfestette a Beiratkozás az iskolába című festményét, és Izsák Márton szobrász-igazgató, aki egy bekecses legénykében az öntudatos Márton Árpádot örökítette meg. Közös volt bennük s későbbi munkásságukban is meghatározó maradt a hamar dologra fogott gyermekek szívóssága – Sükösd az apja mellett törte az útépítésnél felhasznált követ –, valamint az otthoni élmények és bevésődések élethosszig tartó vállalása. Már elindulásukkor mércét jelölt ki számukra a Kultúrpalota Bernády-gyűjteményének gazdag anyaga, többek között Munkácsy Mihály és Paál László festményei, melyek természetértelmezése és színfelfogása sokuk kezdeti korszakában nyilvánvaló hatásként mutatható ki.
Közeli barátai és pályatársai rá emlékezve gyakran alkati fegyelmezettségét hozták fel, ami azonban nagyfokú lelki fűtöttséget, a képeken is nyomot hagyó, belső izzást leplezett. „Vannak néhányan, akiknek lelkében hatalmas tűz ég, és soha nem jön senki, hogy megmelegedjék annál. Az arra menők nem vesznek észre többet, mint egy csöppnyi füstöt a kémény fölött, és aztán mennek tovább az útjukon. Őrizzük ezt a tüzet magunkban, hordozzuk a föld sóját, és türelemmel – de mégis mily türelmetlenül – várjuk az órát, míg jön valaki, aki meg akar telepedni ennél a tűznél, aki maradni fog” – jegyezte fel inkább csak saját magának Sükösd. Amit jelképesnek olvasunk, az maga az élet: a kőtömbről vissza-visszapattanó kalapács ütemes hangja mögött mindennapi viaskodása az anyaggal, az izmokat estére elnehezítő, könyörtelenül nehéz munka realitása húzódott meg. A tapasztalati örökség predesztinál: a művész minden képét látszólag súlyos matéria borítja, ami megjelenítésben szűkszavú, balladás hangvételt eredményez, miközben csupán képzeletünk szövi elmesélhető történetté a képek által közvetített látványt (Cantata profana). Főiskolai tanárainak szellemi és technikai befolyása, Kádár Tibor folyamatos figyelésre, kísérletezésre buzdító személyisége, Miklóssy Gábor gyakran kíméletlen kritikája, egy-egy téma vagy beállítás akár hetekig-hónapokig tartó rajzoltatása nemcsak a művészeti életre készítette fel, hanem emberi kitartással is felvértezte a növendékeket. A világ töredékeire, a hétköznapi élethelyzetekre mint lehetséges képtémára tekintő, fürkésző kíváncsiság és a magas szintű szakmai tudás inspiráló kettőssége Sükösd Ferenc életművében is tetten érhető. A magyar művészettörténetben leginkább Nagy Istvánhoz köthető az a reduktív hozzáállás, amely a lényeges formai elemeket összeválogatva a tájképeknél sommázó kompozíciókhoz, a portréknál drámai lélekbelátáshoz vezetett. Rendkívül találó és Sükösd művészetére is alkalmazható Egry József idevágó gondolata: „A képtérből igen sokat kell elvennünk, hogy üres ne legyen.”
Ha csak felületesen is végigsiklunk a Sükösd-képeken, egyértelmű a szerkezet, a racionális képépítkezés és a gáttalanul áradó színzuhatagok közötti egyensúlyozás, a korstílusnak is megfeleltethető szintézis megtalálása. Más művein viszont a művész gondosan egymáshoz igazítja az árnyalatokat, ilyen az egységes tónusban tartott Kerítés, ahol a lépésről lépésre történő keverés következtében a deszkák orgonasípjai a meszes fehértől egészen a puha barnákig és zöldekig terjedő regiszterben szólnak. Némely képeken emberi figurák, sok esetben konkrét családtagok bukkannak fel, máskor csupán a hiányukat érzékeljük egy ottfelejtett, kék festőkabát láttán (Műteremhangulat). Minden motívum ténylegesen tapintható, egyszersmind elvonatkoztatott, időtlen, nem evilági dimenziókat sejtet. A sóvidéki gyermekkorból ismert állatok mozdulatai a művész stilizáló szándéka ellenére pontosak, mégis a jelenet egy pillanata alatt a meg nem verselt balladák, az el nem mesélt mítoszok tartományába hurcolnak minket (Viadal). Önálló sorozatot képeznek a Kultúrpalota egyik folyosójából elrekesztett műtermének képkivágatai. A szikár megfogalmazás, a művész szinte rejtőzködő jelenléte, a kenyércsendélet szociális üzenete, a háztetőn fészkelő fekete madarak sejtelmessége, a visszafogott pasztellszínek használata a Derkovits-hagyomány felfedezésére utalnak, melynek különféle rétegei Nagy Albert, Nagy Pál vagy Simon Endre művészetében is felfejthetőek. Sükösdnél az enteriőröket ablakkeretek, festmények, ajtónyílások, falsíkok kontúrozzák. A műterem falai mindig ferdék, néha az a benyomásunk, hogy ránk dől az egész konstrukció: itt jelentkezik árulkodóan a felfokozott lelki töltet. Ziffer Sándorról jegyezték fel, hogy csendéleteit mindig tükörből nézte és festette meg, hogy ne a konkrét valóságot, hanem annak sűrítményét, a képet lássa. A nagy előd, az 1930-as évek embert próbáló időszakában dolgozó Derkovits még talán joggal vélhette úgy, hogy a család, a műterem valamiféle védelmet jelent a külvilág „zajával”, ridegségével, szuronyos menetelésével szemben. Pár évtizeddel később Sükösd megértette, hogy az intim szféra védelmet nem, legfeljebb vigaszt nyújthat, de a lélek belsejébe menekített emlékek és érzések kifestésével szellemi társakra lelhetnek a rossz korban született, didergő művészek is.
Sükösd sok mindent tudott, ami speciálisan az övé volt. 1983-as székelyudvarhelyi kiállításának leporellóján állapította meg rövid írásában a pályatárs Balázs Imre, hogy helye az erdélyi festészetben már többé-kevésbé körvonalazható, viszont ebben a széles mezőnyben kell elhelyezni sajátosan egyéni látásmódját. Az egyes cikkekben, visszatekintésekben például gyakran fel-felmerül a különös, fanyar, mégis megnyugtató zöldjeinek említése. 1978-ban, már halála után igen találóan fogalmazta meg Jakobovits Miklós nemzedéke legjobb koloristájának tartott művészbarátjáról: „Hisz hol találunk olyan kesernyés, szelíd, mély, sejtelmes zöldeket, mint a Sükösd bivalyos képein? Kinél olyan gondolatébresztők és lelket simogatóak, bensőségesek a színek, mint az ő Sóvidéket ábrázoló tájképein?” Elgondolkodtató felvetés: valóban, milyen zöldeket ismerünk egyáltalán? Almazöld, méregzöld, fűzöld, smaragdzöld, krómoxid-zöld… A napi használat és a képzőművészeti szaknyelv praktikus és bevált megjelölései sorjáznak elénk. Ennek ellenére úgy tűnik, hogy a művész festményei alapján összeállítható a csak rá jellemző színskála képi világának bartóki zengésű alaphangjaiból: sófehér, bivalyfekete, kézvörös, árnyékkék, keselyűsárga, és persze a legfontosabb: a Sükösd-zöld.
Szécsi András festőművész:
"Képeinek magas fokú humánum a mozgató ereje, kemény realista értelemben. Érzékenyen reagáló, céltudatos, és megfontoltan tanuló, teljesen önálló személyiség… Sohasem utánzott, hanem újrafogalmazott, az örök emberit, ősi, igazi mivoltában fejezi ki. Alkotásaiból egyszerűség , klasszikus tisztaság sugárzik a szélesebb vállalkozások fele – csendessége, soha nem hivalkodó embersége biztosan érlelte ki magában életeszményét.
Művészete érzelmi telítettségű, színei, formái, közlendői megindultságot váltanak ki belőlünk. Képei ma már elgondolkodtatnak, kérdéseket tesznek fel."
Vécsi Nagy Zoltán művészettörténész, az Erdélyi Művészeti Központ vezetője:
"Festészete tematikájában egyrészt bensőségesen családias, másrészt a szülőföld szociális és kulturális meghatározottsága iránt vállalt felelőssége értelmében, hazafias volt. Belső kíváncsiságtól fűtött kísérletező kedvvel kutatta a klasszikus és a kortárs európai irányzatok - saját festészetében jól hasznosítható, ugyanakkor visszafojtottságában is eruptív személyiségéhez közel álló - formalehetőségeit. Jelentősek az absztrakció határán keletkezett, hol kirobbanó gesztusokkal, hol nagy érzékeny foltokban fogalmazott tájképei és szimbolikus erejű állatküzdelmeket megjelenítő expresszív festményei, valamint családtagjait és az erdélyi tájat megjelenítő tömören fogalmazott grafikái."

### Mesterei
- Kádár Tibor
- Miklóssy Gábor

### Egyéni kiállítások
- 1968 • Kultúrpalota, Marosvásárhely
- 1970 • Szászrégen • Székelyudvarhely • Csíkszereda
- 1972 • Székelyudvarhely
- 1973 • Stúdió Színház előcsarnoka, Marosvásárhely • Székelyudvarhely (emlékkiállítás)
- 1978 • Új Élet Galéria • Telepi (RO)
- 1981 • Korunk Galéria, Kolozsvár (kat.)
- 1983 • Székelyudvarhely (kat.)
- 1986 • Kultúrpalota, Marosvásárhely (gyűjteményes emlékkiállítás, kat.)
- 1996 • Gy. Szabó B. Galéria, Kolozsvár
- 1997 • Vármegye Galéria, Budapest (emlékkiállítás, kat.).
- 2007: Angyalföldi József Attila Művelődési Központ
- 2017: Erdélyi Művészeti Központ / EMŰK, Sepsiszentgyörgy, (hagyatéki kiállítás, magyar, román, angol nyelvű katalógus)

### Válogatott csoportos kiállítások
- 1959-1967 • (Maros) Magyar Autonóm Tartományi kiállítás, Marosvásárhely
- 1968-1972 • Maros Megyei tárlatok, Marosvásárhely
- 1968 • Festészeti és Szobrászati Biennálé, Dalles T., Bukarest
- 1970 • Marosvásárhelyi művészek kiállítása, Dalles T., Bukarest
- 1999 • Hatvanas évek, Marosvásárhely. A romániai Maros-Magyar Autonóm Tartomány képzőművészete 1960-1968, Hatvany Lajos Múzeum, Hatvan
- 2000 • Miklóssy Gábor és növendékei, Vigadó Galéria, Budapest (kat.).
- 2013: Szocrelatív: Erdélyi Magyar Művészet 1945-1965 között, Erdélyi Művészeti Központ,Sepsiszentgyörgy
- 2015: Sors és jelkép, Erdélyi magyar képzőművészet 1920-1990, Magyar Nemzeti Galéria,Budapest

### Köztéri művei
- Népi kultúra (freskó, 1960, Kovászna, Művelődési Ház, lebontva).

### Művek közgyűjteményekben
- Kovásznai Képtár
- Maros Megyei Múzeum, Marosvásárhely
- Sepsiszentgyörgyi Múzeum, Sepsiszentgyörgy
- Tarisznyás Márton Múzeum, Elekes Vencel gyűjtemény
- Sükösd Ferenc-emlékház, Alsósófalva (RO).